# Tippet-Nunatakker
Die Tippet-Nunatakker sind zwei Nunatakker im ostantarktischen Enderbyland. Sie ragen 22 km südwestlich des Mount Breckinridge auf.
Das Antarctic Names Committee of Australia benannte sie nach Richard K. Tippet, Starrflüglerpilot einer Mannschaft der Australian National Antarctic Research Expeditions, die 1976 Vermessungen im Enderbyland vornahm.